# Woodleigh (stacja metra)
Woodleigh – stacja podziemna Mass Rapid Transit (MRT) na North East Line w Singapurze. Stacja znajduje się obok dawnego Cmentarza Bidadari